# Modérantisme
Durante la Revolución Francesa, modérantisme (Archivo de audio "mɔdeʁɑ̃tism" no encontrado) o la faction des modérés era el nombre que los montañeses dieron a sus oponentes relativamente más moderados, primero los girondinos y luego los dantonistas. El modérantisme fue denunciado ante los clubes jacobinos y cordeliers, que dirigieron los primeros ataques contra él en 1794.
Los oradores jacobinos y cordeleros pronto exigieron que se utilizara la guillotina contra aquellos que, según ellos, intentaban detener la Revolución. Un día, Carrier gritó: «¡Los monstruos! Quieren derribar los cadalsos, pero, ciudadanos, no lo olvidéis nunca: quienes no quieren guillotinas son quienes deberían sentirse dignos de la guillotina». Camille Desmoulins, que llegó a fundar el periódico Le Vieux Cordelier en el que pedía clemencia con el consentimiento de Georges Danton, se expuso desde entonces a su odio y a su venganza.
El 5 de abril de 1794, los líderes de los partidos moderados fueron guillotinados y el modérantisme volvió al poder después de la caída de Maximilien Robespierre y fue su turno de dominar una vez más contra los Montagnards que todavía apoyaban a Robespierre, con la Reacción Termidoriana hecha en nombre del modérantisme. Los crímenes cometidos en el Mediodía también fueron cometidos por hombres que reivindicaban el título de modérés, aunque esto no les impidió cometer actos de violencia excesivos.